# Stazione di Serra San Quirico
La stazione di Serra San Quirico è una stazione ferroviaria posta sulla linea Roma-Ancona; si trova nel territorio comunale di Serra San Quirico, in provincia di Ancona.